# Albert De Geyter
Albert De Geyter (25 augustus 1968) is een Belgische politicus uit Wetteren.
De Geyter is lid van de partij Samen voor Wetteren en werd in juli 2022 aangesteld als burgemeester van Wetteren, nadat zijn voorganger, Alain Pardaen, aftrad. De Geyter was voordien actief binnen de gemeentepolitiek als schepen voor diverse bevoegdheden, waaronder jeugd en milieu. Hij stond bekend om zijn focus op duurzame beleidsmaatregelen en lokale ontwikkeling. Als burgemeester werkt hij aan het versterken van de gemeenschap en het bevorderen van de gemeentelijke vooruitgang.